# Heterometrus laoticus
Espèce
Heterometrus laoticus ou Scorpion des forêts d'Asie est une espèce de scorpions de la famille des Scorpionidae.

## Distribution
Cette espèce se rencontre au Laos et en Thaïlande.
Sa présence est incertaine au Cambodge.

## Description
Le mâle holotype mesure 117 mm et la femelle paratype 117 mm.

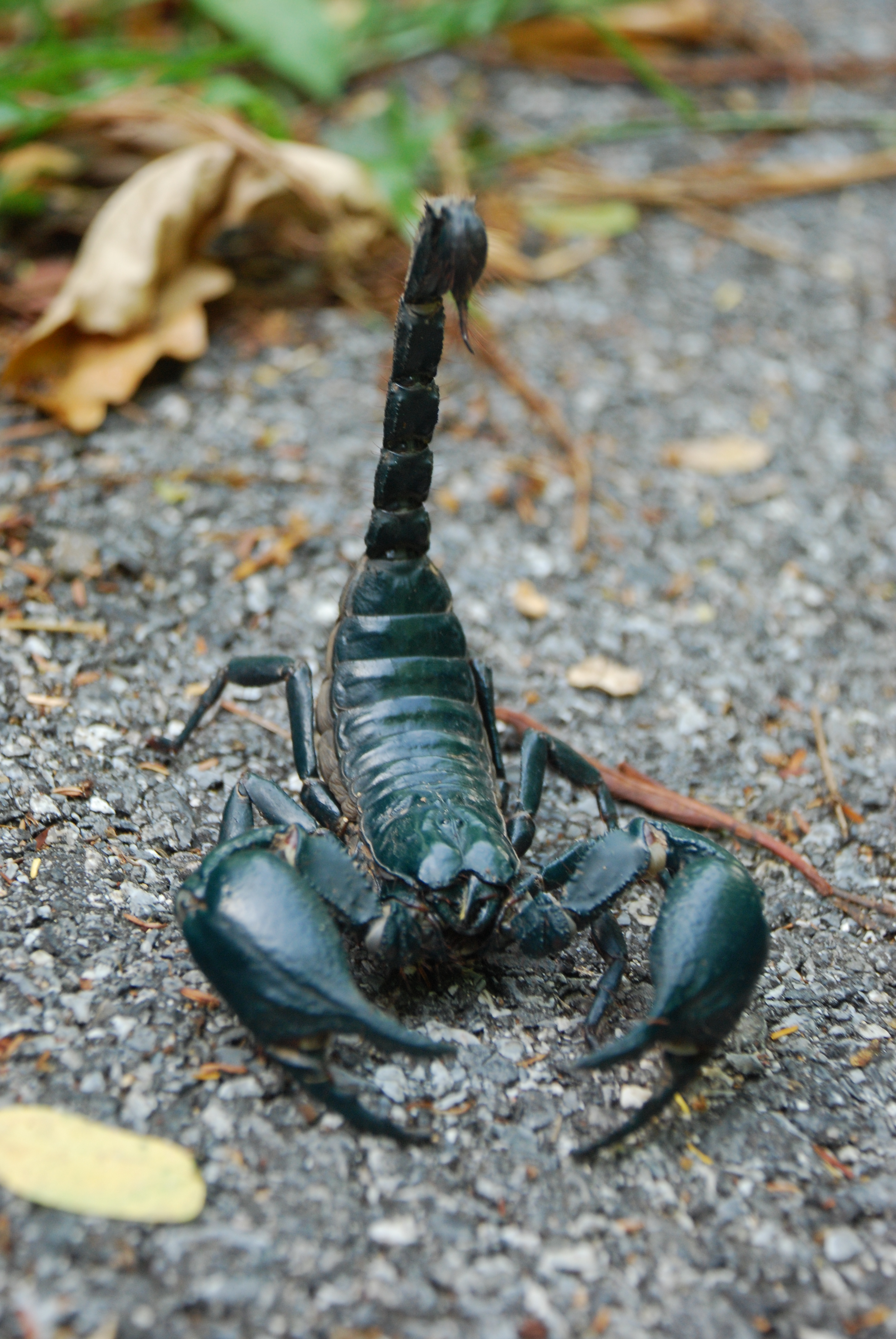
Scorpion des forêts d'Asie, parc national de Khao Yai, Thaïlande

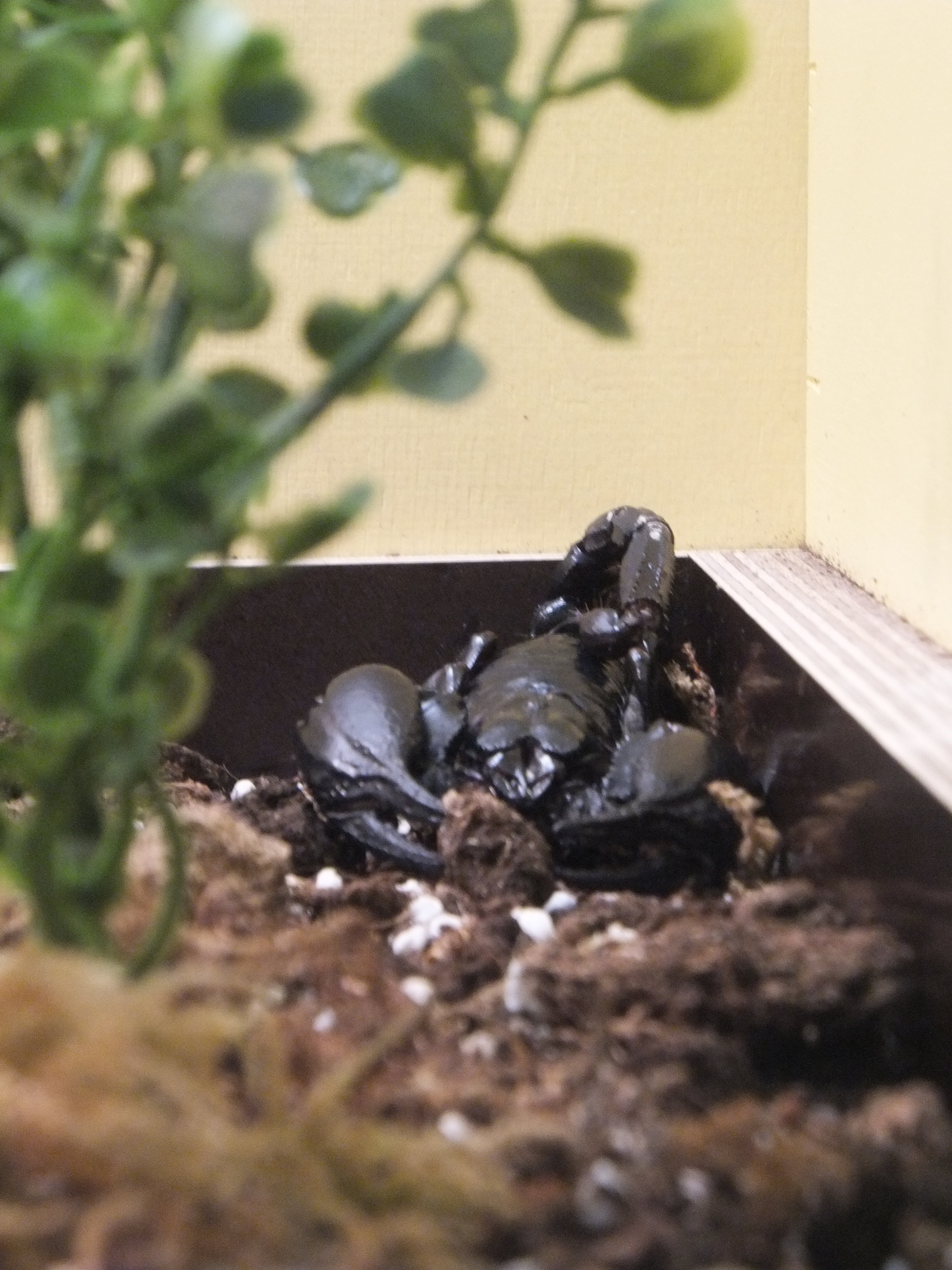
Heterometrus laoticus, Musée public d’histoire naturelle Giacomo Doria de Gênes

Heterometrus laoticus mesure de 90 à 125 mm

## Étymologie
Son nom d'espèce lui a été donné en référence au lieu de sa découverte, le Laos.

## Publication originale
- Couzijn, 1981 : « Revision of the genus Heterometrus Hemprich & Ehrenberg (Scorpionidae, Arachnidea). » Zoologische Verhandelingen (Leiden), vol. 184, p. 1-196 (texte intégral).